# Fontignani
Fontignani è una frazione di Roma Capitale, situata in zona Z. XLV Castel di Guido, nel territorio del Municipio Roma XII (ex Municipio Roma XVI).
Sorge su una collina a sud della tenuta di Malagrotta, a est della congiunzione di via di Malagrotta con via di Ponte Galeria e a nord di via della Pisana.

## Odonimia
Le sole cinque strade di Fontignani sono dedicate a giuristi del XX secolo, con l'esclusione di via della Tenuta di Santa Cecilia che delimita la frazione a est.